# Augusta Vindelicorum
Augusta Vindelicorum era la capital de la província romana de la Rètia Secunda (coneguda també com a Vindelícia) i era situada a la riba del riu Lech. Es correspon amb la ciutat d'Augsburg (Alemanya)
La va fundar August l'any 14 poc després de la conquesta de Rètia per Drus. Sens dubte aquest lloc és el que Tàcit anomena splendidissima Raetiae provinciae colonia, cosa que indica que es va fundar com a colònia romana. A la segona meitat del segle IV els romans es van retirar del lloc i va quedar en poder dels alamans, segons Fest.